# みつめてナイトR 大冒険編
みつめてナイトR 大冒険編（みつめてナイトR だいぼうけんへん）は1998年11月26日にコナミから発売されたプレイステーション用ロールプレイングゲーム。『サクラ大戦』のレッドカンパニー（現：レッド・エンタテインメント）と『ときめきメモリアル』のコナミによる共同開発ということで話題となった『みつめてナイト』のスピンオフ作品。キャラクターデザインはセガサターン版『サクラ大戦』にて原画を担当した竹浪秀行、本編原画は『下級生』（OVA版）の作画監督、『ときめきメモリアル2』のキャラクターデザインの大塚あきら。
『みつめてナイト』とストーリーのつながりはなく、ジャンルも恋愛シミュレーションゲームではない。元のキャラクターを利用した、別世界観のゲームとなっている。このゲームには、仲間にした女の子や好感度によって、イベントやエンディングが何パターンにも変化するマルチレイヤーシナリオが採用されており、何度も遊ぶことによって事件の裏側に隠されていた事実が明らかになっていく。

## あらすじ
オルカディアの騎士団長クリストファー・マクラウド（名前変更可能）は、王の病を治療できる幻の秘薬『星の涙』を得るため、行方不明となったプリシラ王女を探し出して連れ戻す任務を拝命する。その伴として『刻の涙』を受け継ぐ家系の少女達のうち、2名を連れて行くこととなる。

## ゲーム内容
基本はオーソドックスなRPGだが、衣装システムが特徴的。装備画面にて衣装の着せ替えを視覚的に見られるようになっている。
周回プレイを基本としており、所持しているヒロインの装備品やレベルは次周に持ち越すことが可能（いわゆる強くてニューゲーム）。一回のプレイで一度しか手に入れるチャンスのない衣装、好感度を一定以上に上げなければ入手できない衣装、各ヒロインそれぞれしか装備ができない専用の衣装などが存在し、すべての衣装をコンプリートするには何度もプレイしていくことになる。周回を重ねることで引継がれる要素も増えていく。
奇数周と偶数周でシナリオが大きく異なっているほか、奇数周では「非情のライセンス」というアイテムを入手することによって一部イベントが変化する。
メインヒロインの5人はそれぞれ特化した能力を持ち、道中のサブイベントもそれぞれに異なる。

## 登場人物

### メインキャラクター
クリストファー・マクラウド
新しく騎士団長となったオルカディア王国の若き英雄。妹・メリンダをとても大切にしており、自他共に認めるシスコン。
妹を喜ばせるためだけに衣装を蒐集しているが、本人は騎士団長という立場上、装備は完全に固定されている（イベントによるランクアップのみ）。
歯の浮くような台詞を平然と口にし、攻略対象キャラ以外とも数々の浮名を流し、時として不適切な関係を持つものの、シニカルな言動が表す通り、冷酷で非情な一面を持つ。
本名はコナー・ウォレスといい、オルカディアに滅ぼされたパルメ王国の王子。復讐のため名を捨て、師と袂を分かち、対オルカディア秘密組織『O2』の四天王『静かなる雷鳴』として、オルカディア軍に潜伏していた。
また、オルカディア王国建国の祖といわれる聖始父クリスその人でもある（つまり攻略対象キャラの祖先に当たる存在）。
ソフィア・ロベリンゲ　声の出演：小西寛子
おとなしく、歌を歌うのが好きな少女。アルバイトを掛け持ちして働いており、収入や社会保障に関する知識が深い。父は騎士団長だったが、怪我で引退している。
武器は剣。攻撃力は低いが、多くの回復魔法を覚える。彼女のイベントを起こすと後半までアイテムが二割引で買えたりする。
優しく温厚な性格の女の子のため、概ねほぼ全ての女の子と仲が良いが、生活環境がまったく異なるリンダ、そして性格が正反対のライズからは嫌われている。初プレイで仲間にするとスムーズにゲームを進めやすい。
ハンナ・ショースキー　声の出演：岡田加奈子
元気で明るい、活発な性格の少女。スポーツが得意だが、過去に負った怪我のためプロへの道は閉ざされている。
武器はブーメラン。槍投げをすることも。攻撃力が高く、全体回復魔法も覚える。
2周目以降のプレイで彼女の好感度が高い場合に彼女を冒険に連れて行かないと、殆どのボスを先回りして倒してしまう。
リンダとは「ライバル」であり、本当の意味で仲が悪いわけではないものの、ゲームシステム的には「最悪」の印象になっている。他はほぼ全ての女の子との相性が良く、ソフィア同様初プレイで仲間にするのはオススメな女の子。
レストランで働くキャロルとは従姉妹の関係にあたり、「キャロ姉」と呼び慕っている。
レズリー・ロピカーナ　声の出演：岩男潤子
勝気な性格。伯父（前作では叔父だった）を慕っている。ロリィを妹のように可愛がる。
武器はナックル。強力な格闘攻撃で敵を圧倒する。炎魔法も覚える。
絵を描くことが大好きで、それも慕っていた伯父の影響。
多少ぶっきらぼうな面があるため一見付き合いにくそうだが、寂しがり屋の反動でそうなってしまっているだけで根はとても面倒見が良く優しい女の子で、リンダ以外の女の子とは概ね相性が良い。
ライズ・ハイマー　声の出演：冬馬由美
寡黙な少女。マクラウドの命を狙っているかのような言動も見せる。味覚に異常がある。
趣味は旅行、政治談議など。好きなものは勝利、強い人、ことわざ。
とっつきにくい印象の割に他の女の子との相性は概ね良好で、リンダと唯一上手くやっていけるのも彼女のみである。
何故かどくろマークのマグカップでお茶を振舞うなど、ファースト・コンタクトで「どこかがおかしい」「意外にも抜けてる娘なのか？」と感じさせる言動が幸いしている可能性もある。
武器はレイピア。強力な剣技と氷魔法を覚える。敵一列を攻撃するつばめ返しが便利。
彼女は全ての衣装を集めない限り水着を装備してくれない。『みつめてナイト』で水着姿を頑なに拒み、水着姿のグラフィックが無い唯一のヒロインだったため。
リンダ・ザクロイド　声の出演：根谷美智子
高飛車な金持ちの家の娘。ショタコン。
武器は鞭。数々の攻撃魔法や、ロボットや執事を呼び出しての攻撃を繰り出す。
高飛車で庶民を見下した態度を取り、本人もそれを隠そうとしない為、他の女の子とも概ね相性が悪い。
しかしそれは祖父が一代で財力を築き上げて財閥までのし上がった為、「成金」と上流階級から呼ばれていることを知った上でのコンプレックスの裏返しである。
ハンナのことを悪し様に言いつつも、リンダの側も内心は「ライバル」と認めている。
将来の夢は世界征服。

### サブキャラクター
ノエル　声の出演：山崎和佳奈
おっとりとした記憶喪失の女性。養父と暮らしていた。
ピコ　声の出演：山崎和佳奈
妖精界からきた妖精の少女。
パコ　声の出演：山崎和佳奈
妖精たちの女王。ピコの双子の姉。本作の真のヒロインとも言える存在である。
ロリィ
オルカディアの学生。レズリーと仲が良い。
プリシラ
敵に攫われたオルカディアの王女。彼女を救出するべくマクラウド達は冒険に出ることとなる。敵に操られて利用されることもあったが、終盤は無事に城へ戻ってくることができる。
テディー
オルカディアの看護婦。マクラウドを愛している。
ジーン
オルカディアの馬車番。男勝りな女性で、マクラウドとは友人。
メネシス
オルカディアの研究者。紋章について研究している。
クレア
未亡人。女子高出身。マクラウドとは昔からの知り合い。
スー
旅先の村のパン屋の女性。婚期を逃すまいと焦っており、マクラウドに結婚を迫ることも。
セーラ
かつてマクラウドが家庭教師をしていた、病弱な女の子。ボディランゲージや身体作りを教わったらしい。
カルノー・ピクシス　声の出演：中井和哉
セーラの兄。テロ組織「O2（オーツー）」の幹部。男性キャラクターで唯一『みつめてナイト』からの登場。
アン
カレニア環礁で暮らす女性。つい、魚に混じってエサを食べてしまうことも。
ジャム
アンの妹的存在。
ショーン・ラミレス　声の出演：青野武
マクラウドの師匠。マクラウドの行く先々に現れる。マクラウドの甘さを笑う啖呵が特徴的。パルメ王国を落ち延び妹と共にオルカディア軍人に捕まり嬲り物にされ妹を殺され衰弱したコナー(マクラウド）を救った命の恩人でもある。
マーユ　声の出演：かないみか
貧しい暮らしを続ける少女。
アクア　声の出演：こおろぎさとみ
暗黒都市ダイに住む少女。怒ると訛りが出る。
イングマル　声の出演：石川寛美
リンダに憧れる可憐な少年。彼女の命令には服従してしまう。
メリンダ　声の出演：かないみか、こおろぎさとみ
マクラウドの大切な妹。しかし、本物のメリンダは既に亡くなっており、ゲーム上で妹としてやりとりを交わしているのは全くの別人である。
マクラウドに助けられた過去を持つ彼女は、彼に恋心を抱くものの、女を愛することのできないマクラウドのため、あえて妹を演じ続けている。回想シーン（本物）と手紙（偽物）の声のキャストが異なる。